# ハインリヒ43世 (ロイス＝ケストリッツ侯)
ハインリヒ43世（Heinrich XLIII. Reuß, 1752年4月12日 - 1814年9月22日）は、ドイツの貴族、地主。ロイス＝ケストリッツ伯、1806年よりロイス＝ケストリッツ侯。

## 生涯
ロイス＝ケストリッツ伯ハインリヒ6世とその妻の第4代モンテレオン女侯爵エンリケータ・カサード・イ・ユグタン（1725年 - 1761年）の間の次男。1783年父の死に伴いロイス＝ケストリッツ家の分封領（パラギウム）を相続。これに先立つ1778年、母方の大叔父にあたるデンマーク人銀行家・大地主のジャン・アンリ・デメルシエールから裕福な資産とシュレースヴィヒ＝ホルシュタイン地方の広大な地所を相続していた。相続した地所に堤防を築き、ロイス・コーク（1789年）及びルイーゼ・コーク（1799年）の2つの干拓農地を完成させた。さらにこの2つの干拓地を売却して多大な利益をえたものの、ロイス＝ケストリッツ家の苦しい財政状況を改善する結果にはならなかった。1808年、所有する干拓地徴税権（オクトロイ）をデンマーク王室に売り渡し、所領での更なる堤防構築を中止した。
1804年、ホーエンロイベン郊外の古城ライヒェンフェルス城址にイギリス式庭園を造営させた。しかし広域にわたる造園はケストリッツ家の財政を逼迫し、1808年には庭園の整備工事を中止せざるを得なくなった。

## 子女
1781年6月1日エーベルスドルフで、同族のロイス＝エーベルスドルフ伯ハインリヒ24世の次女ルイーゼ（1759年 - 1840年）と結婚し、間に5子をもうけた。
- カロリーネ（1782年 - 1856年）
- ハインリヒ59世（1783年 - 1784年）
- ハインリヒ61世（1784年 - 1813年）
- ハインリヒ64世（1787年 - 1856年） - ロイス＝ケストリッツ侯
- フランツィスカ（1788年 - 1843年） - 1811年ロイス＝ローベンシュタイン侯ハインリヒ65世と結婚